# Anna Alboth

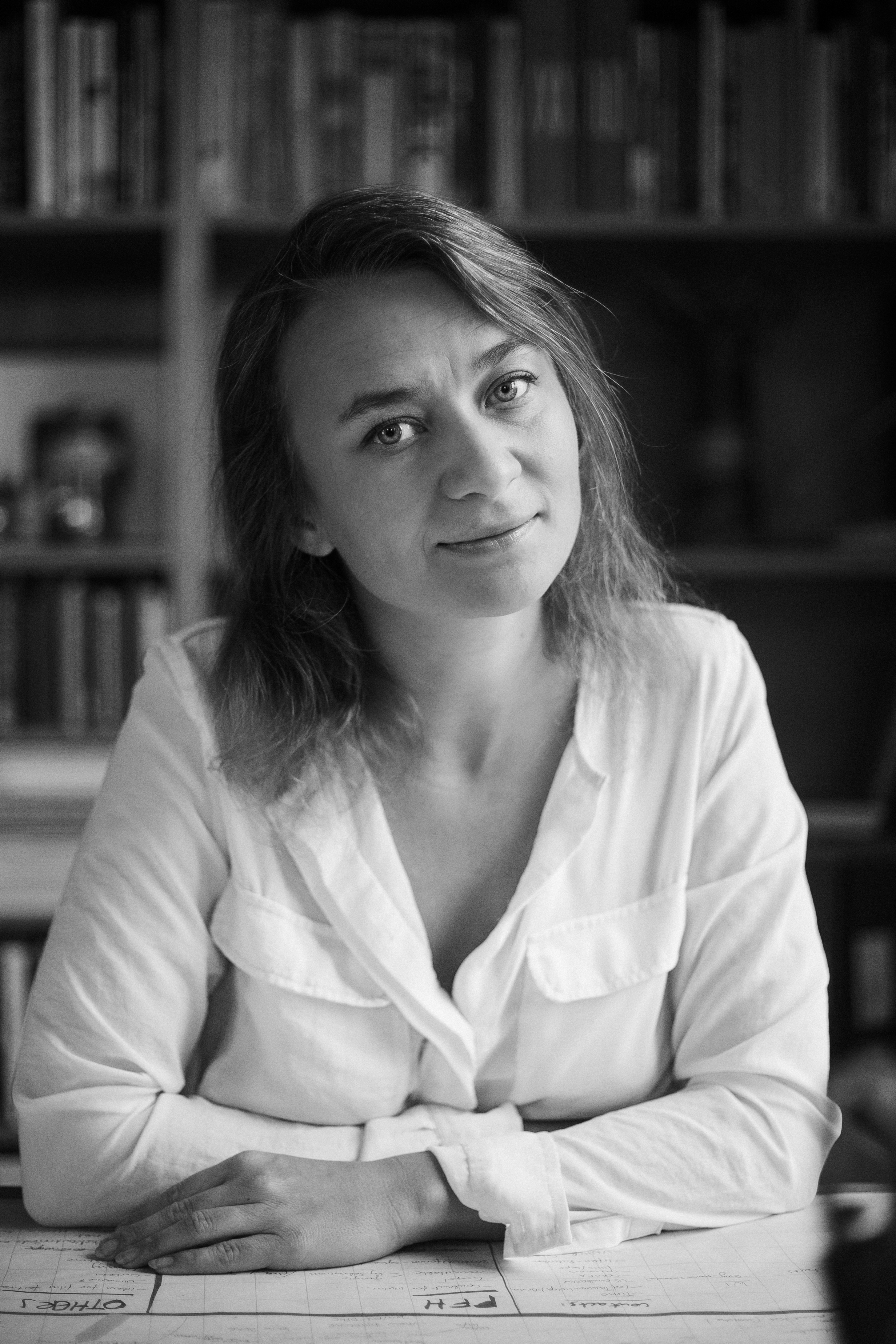
Anna Alboth (2019)

Anna Alboth (* 1984 in Warschau als Anna Sulewska) ist eine polnische Journalistin, Bloggerin und politische Aktivistin. Sie erlangte internationale Bekanntheit als Initiatorin des Civil March for Aleppo – ein Friedensmarsch zu Fuß von Berlin nach Aleppo von Dezember 2016 bis August 2017 und wurde dafür 2018 für den Friedensnobelpreis nominiert. Im Sommer 2021 war Alboth Mitinitiatorin der Grupa Granica – einer Gruppe von polnischen Menschenrechtsorganisationen, welche sich um Flüchtlinge an der Grenze zwischen Belarus und Polen kümmern.

## Leben und Werdegang
Alboth ging in Warschau zur Schule und studierte an der Universität Warschau. Seit mindestens 2002 veröffentlicht sie Artikel bei der Tageszeitung Gazeta Wyborcza. Sie war zudem Präsidentin des Verbandes junger Journalisten »Polis« (polnisch: Stowarzyszenie Młodych Dziennikarzy »Polis«).
Im Jahr 2009 startete sie mit ihrem Mann Thomas Alboth den Reiseblog The Family Without Borders, welcher 2011 National Geographic Poland als Reiseblog des Jahres ausgezeichnet wurde. Es folgten Publikationen im polnischen National Geographic und anderen Reisemagazinen sowie eines Reise-Buches im Jahr 2016.
Mit der Flüchtlingskrise 2015 nutzte sie die Bekanntheit des Reiseblogs, um in Polen für Flüchtlinge in Berlin Schlafsäcke und Kleidung zu sammeln. Im Dezember 2016 initiierte sie den Civil March for Aleppo für den sie 2018 für den Friedensnobelpreis nominiert wurde.
Seit 2018 arbeitet sie für die Menschenrechtsorganisation Minority Rights Group International. und ist im Sommer 2021 Mitinitiatorin und dann Mitglied der Grupa Granica.
Sie lebt mit ihrer Familie in Berlin.

## Veröffentlichungen
- Anna Alboth: Pewnego razu w Strudze, in: Poza utartym szlakiem: Reportaże z siedemnastu niezwykłych podróży, Mercator Oficyna Wydawnicza Przemyśl 2013, ISBN 978-83-60483-15-2[19]
- Anna Alboth: Rodzina bez granic w Ameryce Środkowej, Agora Verlag, Warschau 2016, ISBN 978-83-268-2374-9[20]
- Anna Alboth: Helping refugees starving in Poland’s icy border forests is illegal – but it’s not the real crime, in: The Guardian, 8. Dezember 2021, ISSN 0261-3077[21]